# Aflatossina

(–)-Aflatossina B1

(–)-Aflatossina G1

Le aflatossine (o afflatossine) sono micotossine prodotte da specie fungine appartenenti alla classe degli Ascomiceti (genere Aspergillus), Fusarium, oppure da altre muffe. Le aflatossine sono altamente tossiche e sono tra le sostanze più cancerogene esistenti.
In condizioni ambientali favorevoli le spore degli Aspergillus germinano e successivamente colonizzano le granaglie (cereali, legumi, semi oleosi) e la frutta secca; da queste possono trasferirsi ai carboidrati derivati (farine).
Il termine aflatossina deriva dall'Aspergillus flavus, responsabile della prima epidemia da micotossine, documentata nel 1961, scatenata da una partita di farina di arachidi contaminata che causò la morte di più di 10.000 tacchini; ignorandone le cause, fu in un primo momento chiamata Malattia X del tacchino (in inglese Turkey X disease).
I prodotti coltivati secondo pratiche di agricoltura biologica, che non prevedono trattamenti fungicidi, sono più suscettibili alla contaminazione da aflatossine poiché non vi si trovano impedimenti chimici per lo sviluppo.

## Tipi diaflatossine
Esistono svariati tipi di aflatossine. I principali sono:
| - B1 - B2 - G1 | - G2 - I derivati metabolici M1 e M2 |

Le lettere B e G derivano da "blue" (blu) e "green" (verde) che indicano il tipo di fluorescenza emesso da tali sostanze quando sono sottoposte a luce ultravioletta di 360 nm.
La lettera M, da "milk" latte, dove originariamente fu trovata la sostanza.

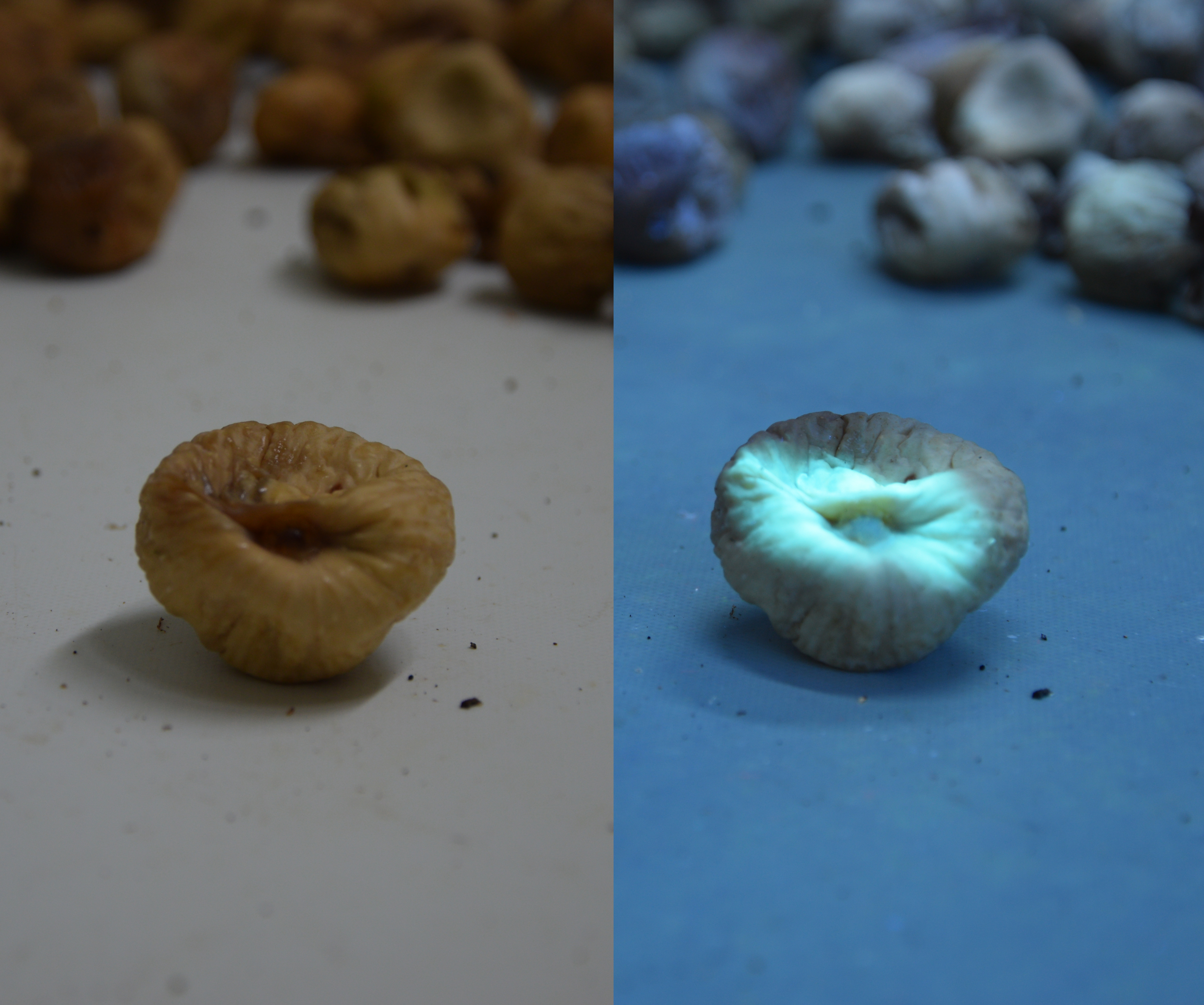
A luce naturale sulla sinistra. A destra fluorescenza emessa da aflatossina su frutta secca sotto luce ultravioletta(360 nanometri).

Lo IARC ha stabilito che le aflatossine B1, B2, G1, G2 e M1 sono cancerogene (classe 1).
| Aflatossina | Numero CAS | Formula  | Massa mol. (uma) | Nome IUPAC |
| ----------- | ---------- | -------- | ---------------- | --- |
| B1          | 1162-65-8  | C17H12O6 | 312.28           | 2,3,6a,9a-tetrahydro-4-methoxycyclopenta(c)furo(3',2':4,5)furo(2,3-h)(1)benzo-pyran-1,11-dione                     |
| B2          | 7220-81-7  | C17H14O6 | 314.29           | 2,3,6aa,8,9,9aa-Hexahydro-4-methoxycyclopenta(c)furo(2',3':4,5)furo(2,3-h)chromene-1,11-dione                      |
| G1          | 1165-39-5  | C17H12O7 | 328.28           | 7AR,cis)3,4,7a,10a-tetrahydro-5-methoxy-1H,12H-furo(3',2':4,5)furo(2,3-h)pyrano(3,4-c)chromene-1,12-dione          |
| G2          | 7241-98-7  | C17H14O7 | 330.29           | 1H,12H-furo(3',2':4,5)furo(2,3-h)pyrano(3,4-c)(1)benzopyran-1,12-dione                                             |
| M1          | 6795-23-9  | C17H12O7 | 328.28           | (6AR-cis)-2,3,6a,9a-tetrahydro-9a-hydroxy-4-methoxycyclopenta(c)furo(3',2':4,5)furo(2,3-h)(1)benzopyran-1,11-dione |
| M2          | 6885-57-0  | C17H14O7 | 330.29           | 2,3,6a,8,9,9a-Hexahydro-9a-hydroxy-4-methoxycyclopenta(c)furo(3',2':4,5)furo(2,3-h)(1) benzopyran-1,11-dione       |

## Cancerogenesi

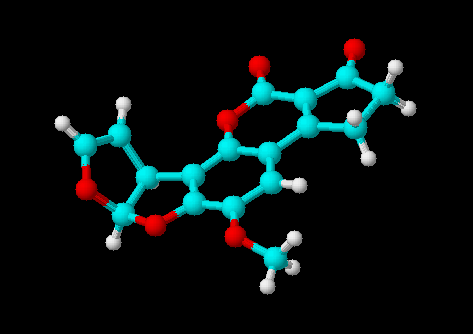
Modello 3D dell'Aflatossina

L'azione mutagena delle aflatossine B1 ed M1 è legata alla formazione dell'epossido, un intermedio metabolico che forma legami covalenti con la catena del DNA. I danni al sistema immunitario invece sono stati dimostrati in vivo su cavie da laboratorio esposte ad 5–6 mg/ml di aflatossine del mais (granaglie). Gli effetti immunosoppressivi non sono stati ancora verificati sull'uomo ma si è focalizzato l'effettivo potenziale cancerogeno delle aflatossine (Evan Gallagher, Seattle US 1996).